# La fortezza s'arrende
La fortezza s'arrende (The Fleet's In) è un film del 1942 diretto da Victor Schertzinger.
È un musical a sfondo romantico statunitense con Dorothy Lamour, William Holden, Eddie Bracken, Betty Hutton e Leif Erickson. È basato sulla commedia teatrale del 1933 Sailor, Beware! di Kenyon Nicholson e Charles Robinson.

## Produzione
Il film, diretto da Victor Schertzinger su una sceneggiatura di Walter DeLeon, Sid Silvers e Ralph Spence e un soggetto di Kenyon Nicholson, Charles Robinson (storia), Monte Brice e J. Walter Ruben (opera teatrale), fu prodotto da Paul Jones per la Paramount Pictures e girato nel Naval Training Center di San Diego e nei Paramount Studios a Hollywood, California, da fine settembre a fine ottobre 1941.

## Distribuzione
Il film fu distribuito con il titolo The Fleet's In negli Stati Uniti nel 1942 al cinema dalla Paramount Pictures.
Altre distribuzioni:
- in Portogallo il 26 febbraio 1943 (Esquadra à Vista)
- in Svezia il 24 novembre 1943 (Swingland)
- in Finlandia il 15 aprile 1945 (Laivasto kuhertelee)
- in Brasile (Tudo por um Beijo)
- in Spagna (Rivales por un beso)
- in Grecia (O naftis kai i horeftria)
- in Italia (La fortezza s'arrende)

## Promozione
Tra le tagline:
- Gobs of Stars!...Gobs of Laughs!...Gobs of Love!...Gobs of Songs!
- The Gobs Have Landed and Have the Situation Well in Hand!
- It's Ankles Aweigh...and Heaven help a poor sailor in a plight like this!
- SEVEN SINGY, SWINGY SONGS! "Not Mine" - Tangerine" - "I Remember You" - Arthur Murray Taught Me Dancing In A Hurry" - "If You Build A Better Mouseprap" - "When You Hear The Time Signal" and "The Fleet's In"